# قائمة رؤساء نيجيريا
هذه هي قائمة رؤساء نيجيريا منذ الاستقلال في عام 1960 إلى وقتنا الحاضر. رئيس نيجيريا دستوريا هو رئيس الدولة والحكومة.
كانت رئيسة الدولة بموجب دستور الاستقلال من 1960 إلى 1963 هي ملكة نيجيريا إليزابيث الثانية التي كانت أيضًا ملكة المملكة المتحدة وممالك الكومنولث الأخرى. وكان يمثل الملك في نيجيريا الحاكم العام. أصبحت نيجيريا جمهورية داخل الكومنولث بموجب دستور عام 1963 استعيض عن منصب الملك والحاكم العام برئاسة شرفية. كان نامدي أزيكيوي الحاكم العام الوحيد لنيجيريا من سكانها.
منذ أن أصبحت نيجيريا جمهورية في عام 1963، شغل 14 فردًا رئاسة نيجريا. الرئيس الحالي بولا تينوبو هو الرئيس السادس عشر للبلاد. شغل أولوسيجون أوباسانجو ومحمد بخاري منصب الرئاسة فترتين غير متتاليتين أولهما عسكرية وثانيهما مدنية. أول رئيس شرفي للجمهورية الأولى كان نامدي أزيكيوي، بينما كان أول رئيس تنفيذي لنيجيريا شيخو شاجاريوهو أيضًا أول رئيس منتخب للدولة.
تعد حكومة إرنست شونكان المؤقتة التي أطيح بها بعد 83 يومًا في عام 1993 هي الأقصر في تاريخ نيجيريا بدون احتساب فترة حكم الحاكم العام السير جيمس روبرتسون التي بلغت 46 يومًا كحاكم عام بعد الاستقلال مباشرة. أما أقصر مدة رئاسية فهي مدة جونسون أغيي إيرونسي التي استمرت 194 يومًا. بقى مورتالا محمد في المنصب 199 يومًا. كانت مدة يعقوب جون أطول فترة متواصلة لما يقرب من تسع سنوات قبل خلعه أثناء سفره في عام 1975. بينما كانت مدة أولوسيجون أوباسانجو أطول مدة منفصلة لمدة أحد عشر عامًا ومائتين وثلاثين يومًا.
عزل خمسة رؤساء في انقلاب عسكري (نامدي أزيكيوي ويعقوب جون وشيخو شاجاري ومحمد بخاري وإرنست شونكان). توفي أربعة رؤساء في مناصبهم اثنان منهم اغتيلا خلال انقلاب عسكري (أغيي إيرونسي ومورتالا محمد)، وتوفي اثنان طبيعيًا (ساني أباتشا وعمر يارادوا). استقال ثلاثة رؤساء هم أولوسيجون أوباسانجو وعبد السلام أبو بكر بعد التحول الديمقراطي في عامي 1979 و1999 على التوالي، في حين اضطر إبراهيم بابنجيدا إلى الاستقالة بعد أن ألغى الانتخابات الرئاسية في 12 يونيو 1993 وبعد خسارته أمام مرشح الحزب الديمقراطي الاشتراكي مكو أبيولا. كان أولوسيجون أوباسانجو أول نائب للرئيس يصبح رئيسًا للدولة عندما قُتل مورتالا محمد أثناء محاولة انقلاب عام 1976، بينما كان غودلاك جوناثان أول نائب رئيس ديمقراطي يصبح رئيس للدولة عندما توفي عمر يارادوا بسبب المرض في 5 مايو 2010.

## الملكية (1960-1963)
كانت الخلافة على عرش نيجيريا نفس الخلافة على عرش المملكة المتحدة، يحكمها قانون التسوية 1701.
| العاهل | العاهل | العاهل                              | الملك         | الملك         | الملك   | العائلة    | رئيس الوزراء          |
| #      | الصورة | الاسم                               | بداية العهد   | نهاية العهد   | المدة   | العائلة    | رئيس الوزراء          |
| ------ | ------ | ----------------------------------- | ------------- | ------------- | ------- | ---------- | --------------------- |
| 1      |        | الملكة إليزابيث الثانية (1926–2022) | 1 أكتوبر 1960 | 1 أكتوبر 1963 | 3 سنوات | بيت وندسور | أبو بكر تفاوى باعليوه |

### الحاكم العام
كان الحاكم العام ممثل الملك في نيجيريا ويمارس معظم الصلاحيات من الملك. يعين الحاكم العام لأجل غير مسمى. بعد مرور النظام الأساسي وستمنستر عام 1931، يعين الحاكم العام فقط على مشورة مجلس الوزراء النيجيري دون مشاركة من الحكومة البريطانية. في حال كان المنصب شاغر يصبح كبير القضاة الحاكم العام.
الحالة
| الحاكم العام | الحاكم العام | الحاكم العام                    | مدة عضوية      | مدة عضوية      | مدة عضوية         | العاهل           | رئيس الوزراء                      |
| #            | الصورة       | الاسم                           | تولى منصبه     | ترك منصبه      | المدة             | العاهل           | رئيس الوزراء                      |
| ------------ | ------------ | ------------------------------- | -------------- | -------------- | ----------------- | ---------------- | --------------------------------- |
| 1            |              | السير جيمس روبرتسون (1899–1983) | 1 أكتوبر 1960  | 16 نوفمبر 1960 | 46 يوما           | إليزابيث الثانية | أبو بكر تفاوى باعليوه (1912–1966) |
| 2            |              | نامدي أزيكيوي (1904–1996)       | 16 نوفمبر 1960 | 1 أكتوبر 1963  | 2 سنوات و319 أيام | إليزابيث الثانية | أبو بكر تفاوى باعليوه (1912–1966) |

## الجمهورية (1963–الآن)

### الجمهورية الأولى (1963–1966)
بموجب دستور عام 1963، وهو أول دستور لجمهورية نيجيريا الاتحادية، تحولت نيجيريا إلى النظام البرلماني. كان رئيس الوزراء هو زعيم الحزب الذي فاز في الانتخابات العامة. فاز مؤتمر الشعب الشمالي بأول انتخابات فيدرالية بقيادة أبو بكر تفاوى باعليوه. ينتخب البرلمان الرئيس لمدة خمس سنوات، وفي حالة وجود شاغر، يكون رئيس مجلس الشيوخ الرئيس بالنيابة.
| الرئيس | الرئيس | الرئيس                    | الحكم         | الحكم         | الحكم             | الحزب                               | رئيس الوزراء                      | Ref. |
| No.    | الصورة | الاسم (الميلاد–الوفاة)    | تولى منصبه    | ترك منصبه     | المدة             | الحزب                               | رئيس الوزراء                      | Ref. |
| ------ | ------ | ------------------------- | ------------- | ------------- | ----------------- | ----------------------------------- | --------------------------------- | ---- |
| 1      |        | نامدي أزيكيوي (1904–1996) | 1 أكتوبر 1963 | 16 يناير 1966 | 2 سنوات و107 أيام | المجلس الوطني للنيجيريا والكاميرون ‏ | أبو بكر تفاوى باعليوه (1912–1966) |      |

### الحكومة العسكرية (1966–1979)
قاد الرائد تشوكوما كادونا نزيغوو انقلاب 1966 الذي أطاح بالجمهورية الأولى.
| الرئيس | الرئيس | الرئيس                                               | الحكم          | الحكم                   | الحكم             | عسكري                     | Ref.        |
| No.    | الصورة | الاسم (الميلاد–الوفاة)                               | تولى منصبه     | ترك منصبه               | المدة             | عسكري                     | Ref.        |
| ------ | ------ | ---------------------------------------------------- | -------------- | ----------------------- | ----------------- | ------------------------- | ----------- |
| 2      |        | الفريق الأول العام Johnson Aguiyi-Ironsi (1924–1966) | 16 يناير 1966  | 29 يوليو 1966 (اغتيل.)  | 194 أيام          | الحكومة العسكرية المركزية |             |
| 3      |        | الفريق الأول يعقوب جون (مواليد1934)                  | 1 أغسطس 1966   | 29 يوليو 1975 (عزل.)    | 8 سنوات و362 أيام | المجلس العسكري الأعلى     | [ 7 ] [ 8 ] |
| 4      |        | الفريق الأول مورتالا محمد (1938–1976)                | 29 يوليو 1975  | 13 فبراير 1976 (عزل.)   | 199 أيام          | المجلس العسكري الأعلى     | [ 8 ] [ 9 ] |
| 5      |        | الفريق الأول أولوسيجون أوباسانجو (مواليد1937)        | 13 فبراير 1976 | 1 أكتوبر 1979 (استقال.) | 3 سنوات و230 أيام | المجلس العسكري الأعلى     |             |

### الجمهورية الثانية (1979–1983)
بموجب دستور 1979، وهو الدستور الثاني لجمهورية نيجيريا الاتحادية، كان الرئيس هو رئيس الدولة والحكومة. وينتخب الرئيس لمدة أربع سنوات، وفي حالة وجود منصب شاغر، يقوم نائب الرئيس بمهام الرئيس بالنيابة.
| الرئيس | الرئيس | الرئيس                        | الحكم         | الحكم                 | الحكم            | الحزب                  | الحكومة | الانتخابات | Ref. |
| No.    | الصورة | الاسم (الميلاد–الوفاة)        | تولى منصبه    | ترك منصبه             | المدة            | الحزب                  | الحكومة | الانتخابات | Ref. |
| ------ | ------ | ----------------------------- | ------------- | --------------------- | ---------------- | ---------------------- | ------- | ---------- | ---- |
| 6      |        | الحاج شيخو شاجاري (1925–2018) | 1 أكتوبر 1979 | 31 ديسمبر 1983 (عزل.) | 4 سنوات و91 أيام | الحزب الوطني النيجيري ‏ | Shagari | 1979 ‏ 1983 |      |

### الحكومة العسكرية (1983–1993)
عيين اللواء محمد بخاري رئيسًا عسكريًا للدولة في أعقاب انقلاب 1983 الذي أطاح بالجمهورية النيجيرية الثانية.
| الرئيس | الرئيس | الرئيس                                     | الحكم          | الحكم                   | الحكم           | العسكري                      | Ref. |
| No.    | الصورة | الاسم (الميلاد–الوفاة)                     | تولى منصبه     | ترك منصبه               | المدة           | العسكري                      | Ref. |
| ------ | ------ | ------------------------------------------ | -------------- | ----------------------- | --------------- | ---------------------------- | ---- |
| 7      |        | اللواء محمد بخاري (مواليد1942)             | 31 ديسمبر 1983 | 27 أغسطس 1985 (عزل.)    | 1 سنة و239 أيام | Supreme Military Council ‏    |      |
| 8      |        | الفريق الأول إبراهيم بابنجيدا (مواليد1941) | 27 أغسطس 1985  | 26 أغسطس 1993 (استقال.) | 8 سنوات و0 أيام | Armed Forces Ruling Council ‏ |      |

### الحكومة الوطنية المؤقتة(1993)
عيين الرئيس إرنست شونكان رئيسًا مؤقتًا لدولة نيجيريا في أعقاب أزمة الجمهورية الثالثة.
| الرئيس | الرئيس | الرئيس                      | الحكم         | الحكم                 | الحكم   | الحزب | Ref. |
| No.    | الصورة | الاسم (الميلاد–الوفاة)      | تولى منصبه    | ترك منصبه             | المدة   | الحزب | Ref. |
| ------ | ------ | --------------------------- | ------------- | --------------------- | ------- | ----- | ---- |
| 9      |        | Ernest Shonekan (1936–2022) | 26 أغسطس 1993 | 17 نوفمبر 1993 (عزل.) | 83 أيام | مستقل |      |

### الحكومة العسكرية (1993–1999)
قاد الجنرال ساني أباتشا انقلاب 1993 وأطاح بالحكومة الوطنية المؤقتة.
| الرئيس | الرئيس | الرئيس                                       | الحكم          | الحكم                       | الحكم             | العسكري           | Ref. |
| No.    | الصورة | الاسم (الميلاد–الوفاة)                       | تولى منصبه     | ترك منصبه                   | المدة             | العسكري           | Ref. |
| ------ | ------ | -------------------------------------------- | -------------- | --------------------------- | ----------------- | ----------------- | ---- |
| 10     |        | الفريق الأول ساني أباتشا (1943–1998)         | 17 نوفمبر 1993 | 8 يونيو 1998 (توفي بالمنصب) | 4 سنوات و203 أيام | مجلس الحكم المؤقت |      |
| 11     |        | الفريق الأول عبد السلام أبو بكر (مواليد1942) | 9 يونيو 1998   | 29 مايو 1999 (استقال)       | 354 أيام          | مجلس الحكم المؤقت |      |

### الجمهورية الرابعة (1999–الآن)
بموجب الدستور الرابع لجمهورية نيجيريا، الرئيس هو رئيس الدولة والحكومة، وينتخب الرئيس لمدة أربع سنوات، وفي حالة وجود منصب شاغر، يقوم نائب الرئيس بمهام الرئيس بالنيابة.
| الرئيس | الرئيس | الرئيس                              | الحكم         | الحكم                      | الحكم             | الحزب                  | الحكومة        | الانتخابات  | Ref.   |
| No.    | الصورة | الاسم                               | تولى منصبه    | ترك منصبه                  | المدة             | الحزب                  | الحكومة        | الانتخابات  | Ref.   |
| ------ | ------ | ----------------------------------- | ------------- | -------------------------- | ----------------- | ---------------------- | -------------- | ----------- | ------ |
| 12     |        | أولوسيجون أوباسانجو (مواليد1937)    | 29 مايو 1999  | 29 مايو 2007               | 8 سنوات           | حزب الشعب الديمقراطي   | Obasanjo       | 1999 ‏ 2003 ‏ |        |
| 13     |        | الحاج عمر يارادوا (1951–2010)       | 29 مايو 2007  | 5 مايو 2010 (توفي بالمنصب) | 2 سنوات و341 أيام | حزب الشعب الديمقراطي   | Yar'Adua       | 2007        |        |
| 14     |        | الدكتور غودلاك جوناثان (مواليد1957) | 6 مايو 2010   | 29 مايو 2015               | 5 سنوات و23 أيام  | حزب الشعب الديمقراطي   | Jonathan I–II ‏ | 2011        | [ 10 ] |
| 15     |        | محمد بخاري (مواليد1942)             | 29 مايو 2015 ‏ | 29 مايو 2023               | 8 سنوات           | مؤتمر الجميع التقدميين | Buhari I ‏–II   | 2015 2019   | [ 11 ] |
| 16     |        | بولا تينوبو (مواليد1952)            | 29 مايو 2023 ‏ | في المنصب                  | 2 سنوات و48 أيام  | مؤتمر الجميع التقدميين | Tinubu         | 2023        |        |

## مدة الرؤساء بالسنوات
هذه قائمة بأسماء كل رئيس دولة حسب مدة حكمه. من بين 14 رئيس دولة في مرحلة ما بعد الملكي رئيسان فقط هما أولوسيجون أوباسانجو ومحمدو بوهاري حكما في فترتين غير متتاليتين.
| الرتبة | الرئيس                | الحزب                               | أطول مدة متواصلة  | إجمالي المدة       | الفترة | سبب انتهاء المدة    |
| ------ | --------------------- | ----------------------------------- | ----------------- | ------------------ | ------ | ------------------- |
| 1      | أولوسيجون أوباسانجو   | عسكري/حزب الشعب الديمقراطي          | 8 سنوات و0 أيام   | 11 سنوات و230 أيام | 2      | استقال/نهاية الفترة |
| 2      | محمد بخاري            | عسكري/مؤتمر الجميع التقدميين        | 8 سنوات و0 أيام   | 9 سنوات و239 أيام  | 2      | عزل/نهاية الفترة    |
| 3      | يعقوب جون             | عسكري                               | 8 سنوات و362 أيام | 8 سنوات و362 أيام  | 1      | عزل                 |
| 4      | إبراهيم بابنجيدا      | عسكري                               | 7 سنوات و364 أيام | 7 سنوات و364 أيام  | 1      | استقال              |
| 5      | غودلاك جوناثان        | حزب الشعب الديمقراطي                | 5 سنوات و23 أيام  | 5 سنوات و23 أيام   | 1      | نهاية الفترة        |
| 6      | ساني أباتشا           | عسكري                               | 4 سنوات و203 أيام | 4 سنوات و203 أيام  | 1      | توفي                |
| 7      | شيخو شاجاري           | الحزب الوطني النيجيري ‏              | 4 سنوات و91 أيام  | 4 سنوات و91 أيام   | 1      | عزل                 |
| 8      | عمر يارادوا           | حزب الشعب الديمقراطي                | 2 سنوات و341 أيام | 2 سنوات و341 أيام  | 1      | توفي                |
| 9      | نامدي أزيكيوي         | المجلس الوطني للنيجيريا والكاميرون ‏ | 2 سنوات و107 أيام | 2 سنوات و107 أيام  | 1      | عزل                 |
| 10     | عبد السلام أبو بكر    | عسكري                               | 354 أيام          | 354 أيام           | 1      | استقال              |
| 11     | مورتالا محمد          | عسكري                               | 199 أيام          | 199 أيام           | 1      | اغتيل               |
| 12     | Johnson Aguiyi-Ironsi | عسكري                               | 194 أيام          | 194 أيام           | 1      | اغتيل               |
| 13     | بولا تينوبو           | مؤتمر الجميع التقدميين              | 2 سنوات و48 أيام  | 2 سنوات و48 أيام   | 1      | بالمنصب             |
| 14     | Ernest Shonekan       | مستقل                               | 83 أيام           | 83 أيام            | 1      | عزل                 |

## العلم الرئاسي

علم الحاكم العام (1960–1963)
العلم الرئاسي (1963–1966)
العلم الرئاسي (القوات المسلحة)
العلم الرئاسي الحالي

## وصلات خارجية
- State House of the Federal Republic of Nigeria

1. ↑  كان غودلاك جوناثان رئيس بالنيابة من 9 فبراير إلى 5 مايو 2010